# Josep Maria Mestres Illamola
Josep Maria Mestres Illamola (Calaf, 1959) és un director de teatre català.
Es va llicenciar en Ciències de l'Educació a la Universitat de Barcelona i va obtenir la diplomatura en Interpretació a l'Institut del Teatre de Barcelona. Ha estat membre de la companyia Zitzània Teatre i membre fundador de la companyia Kràmpack.
Ha dirigit, entre altres espectacles, Kràmpack (1994) pel que va rebre el premi especial de la Crítica, Dakota (1996) de Jordi Galceran, que va rebre el premi Butaca a la millor direcció, Klowns (1997) amb el pallasso Monti, que va rebre el premi Especial de la Crítica; Salvats (1998), Fashion Feeling Music (1999), 23 centímetres (2000), Unes polaroids explícites (2001), La filla del mar (2002), Un matrimoni de Boston (2005) de David Mamet, Almuerzo en casa de los Wittgenstein (Ritter, Dene, Voss) (2010) de Thomas Bernhard, La Senyoreta Júlia (2012) de Patrick Marber a partir d'August Strindberg.
Ha realitzat nombroses posades en escena tant a Catalunya com a la resta de l'Estat espanyol, a teatres públics (Centre Dramàtic de la Generalitat de Catalunya, Teatre Nacional de Catalunya i Teatre Lliure, a Barcelona, Teatro Español o Teatro de la Zarzuela, a Madrid) i amb companyies o empreses privades (Focus, 3xTres, Bitó, Vània o Pentación).